# Бортник, Михаил Михайлович
Михаил Михайлович Боротник (род. 3 мая 1960 года, село Суворово, Иртышский район, Павлодарская область, Казахская ССР, СССР) — казахстанский общественный и политический деятель. Депутат Сената Парламента Республики Казахстан от Мангистауской области (2008—2020).

## Биография
В 1982 году окончил Павлодарский индустриальный институт по специальности инженер-электрик, в 2002 году — Центрально-Азиатский университет по специальности юрист. В 2006 году обучался в Йельском университете (США) по программе переподготовки государственных служащих.
С 1982 по 1985 годы — мастер по ремонту технического оборудования завода пластмасс (город Шевченко).
С 1985 по 1986 годы — секретарь комитета комсомола завода пластмасс.
С 1986 по 1989 годы — первый секретарь Шевченковского горкома ЛКСМ Казахстана.
С 1989 по 1998 годы — начальник участка теплоснабжения, заместитель главного энергетика завода пластмасс (АО «АКПО»).
С 1998 по 1999 годы — заместитель акима города Актау.
С 1999 по 2008 годы — заместитель акима Мангистауской области.
С 4 октября 2008 по 13 августа 2020 г. — депутат сената парламента Казахстана от Мангистауской области, член комитета по экономическому развитию и предпринимательству (с января 2012 года), член комитета по экономической политике, инновационному развитию и предпринимательству (с октября 2014 года).
С сентября 2020 года по ноябрь 2022 года — член Счётного комитета по контролю за исполнением республиканского бюджета Казахстана.
С ноября 2022 года по ноябрь 2024 года — член Высшей аудиторской палаты Республики Казахстан.
С 7 ноября 2024 года — член Центральной избирательной комиссии Республики Казахстан.

## Награды
- Медаль «За трудовое отличие» (СССР, 1985)
- Орден Курмет (2007)
- Орден Парасат (2014)[6]
- Орден «Содружество» (26 ноября 2015 года, Межпарламентская ассамблея СНГ) — за активное участие в деятельности Межпарламентской Ассамблеи и её органов, вклад в укрепление дружбы между народами государств — участников Содружества Независимых Государств[7].
- Медаль «10 лет независимости Республики Казахстан»
- Медаль «10 лет Конституции Республики Казахстан»
- Медаль «10 лет Астане»
- Почётная грамота акима Мангистауской области (2000, 2008, 2010)
- Благодарственное письмо Первого Президента Республики Казахстан (2010)
- Почётная грамота МПА ЕврАзЭС (2011)
- Медаль «МПА СНГ. 25 лет» (27 марта 2017 года, Межпарламентская ассамблея СНГ) — за заслуги в деле развития и укрепления парламентаризма, за вклад в развитие и совершенствование правовых основ функционирования Содружества Независимых Государств, укрепление международных связей и межпарламентского сотрудничества[8]

## Ссылка
- Страница депутата сената парламента Республики Казахстан Михаила Бортника